# Mapex
 (mars 2022).
Si vous disposez d'ouvrages ou d'articles de référence ou si vous connaissez des sites web de qualité traitant du thème abordé ici, merci de compléter l'article en donnant les références utiles à sa vérifiabilité et en les liant à la section « Notes et références ».
Mapex est une marque de fabrication de batterie acoustique fondée en 1989. Elle appartient au groupe taïwanais KHS Musical Instruments, il s'agit d'une des rares marques de batterie qui dispose d'une usine destinée spécifiquement à la fabrication de ses instruments. Le centre de distribution de la marque est situé à Nashville, Tennessee. Elle est associée avec la marque Black Panther qui produit des caisses claires. En 2012, un nouveau logo est utilisé pour la communication de la marque. Les batteries Mapex sont distribuées en France par Saico. 

## Batteries

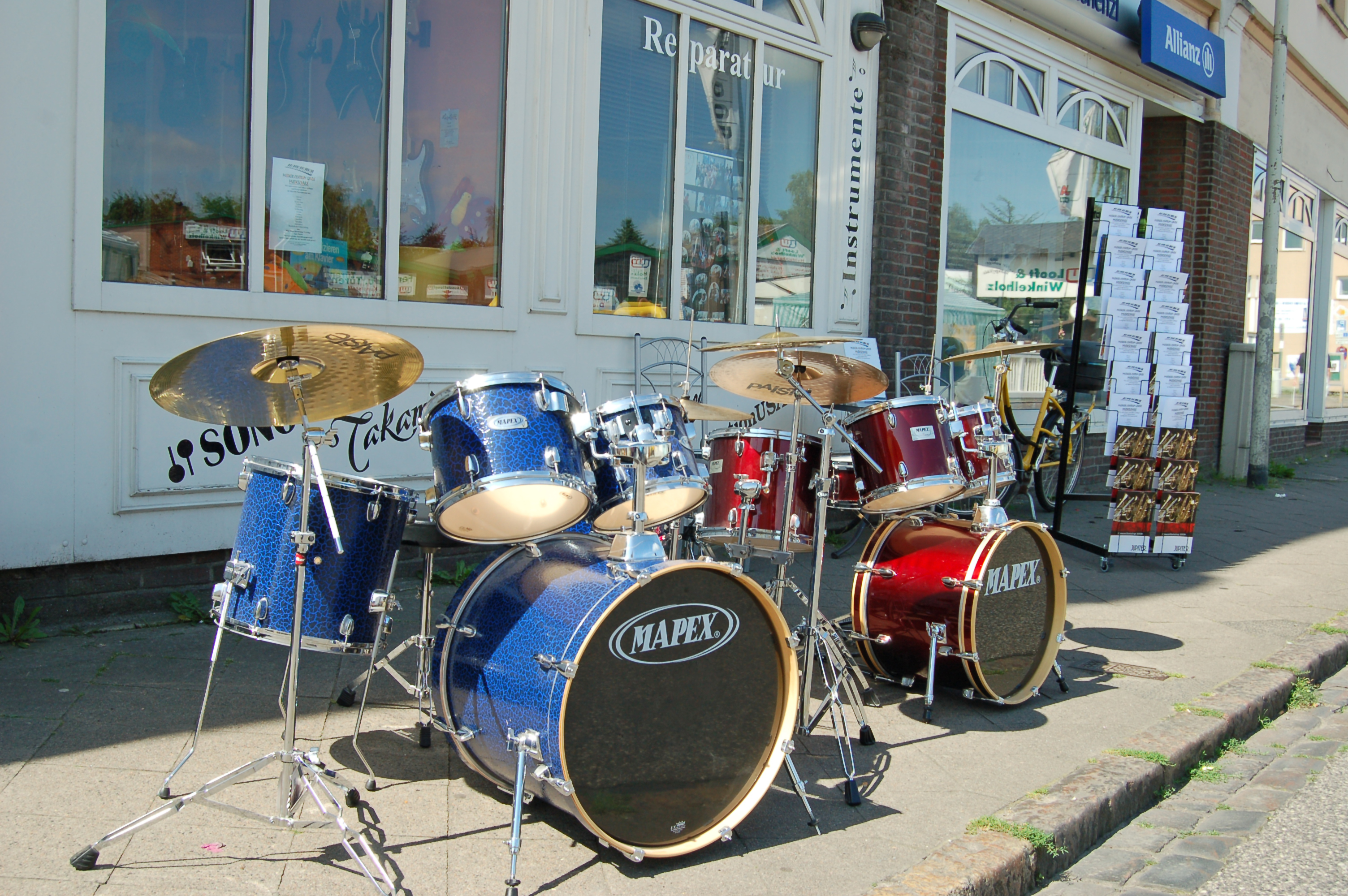
Batteries Mapex

Mapex produit 10 gammes de batteries :
- Tornado
- Horizon
- Mars
- Voyager
- Meridian Birch
- Armory
- Meridian Maple
- Saturn IV et V
- Orion
- Black Panther

## Pédales de grosse caisse
Mapex produit également une gamme de pédales simples ou doubles.

## Badges

### Badges ronds

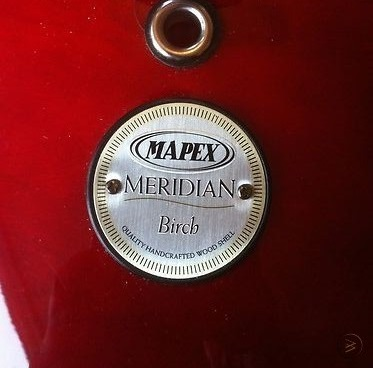
Badge rond Meridian Birch
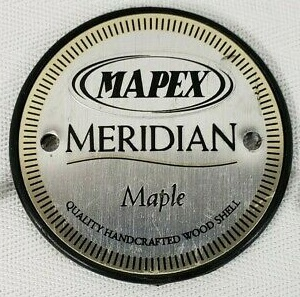
Badge rond Meridian Maple
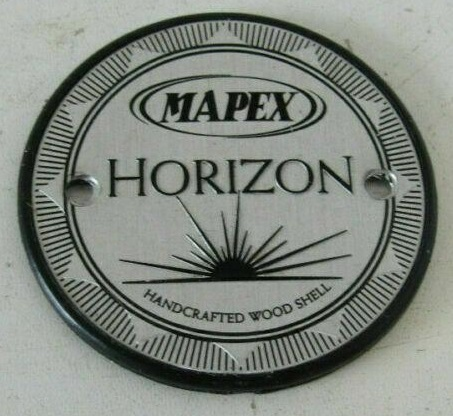
Badge rond Horizon
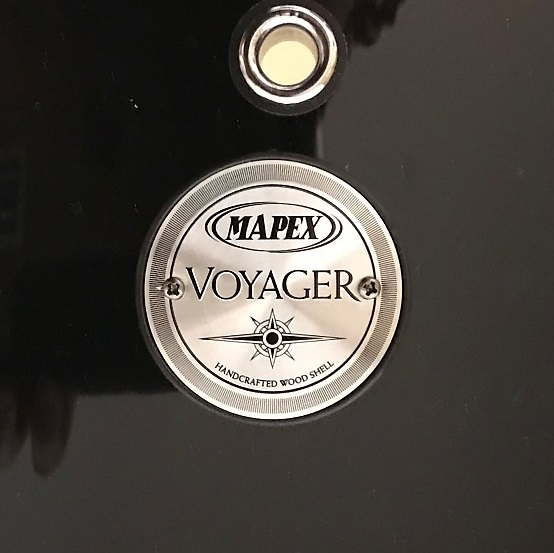
Badge rond Voyager
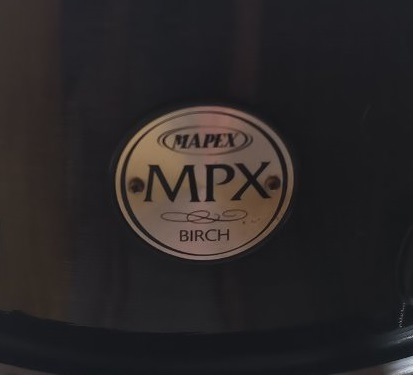
Badge rond MPX Birch
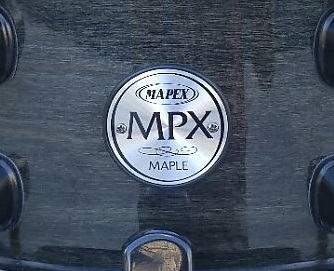
Badge rond MPX Maple
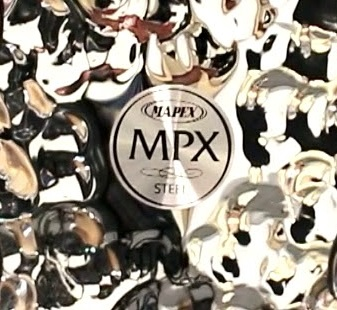
Badge rond MPX Steel

### Badges en ellipse

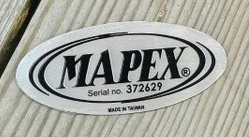
Badge en ellipse simple
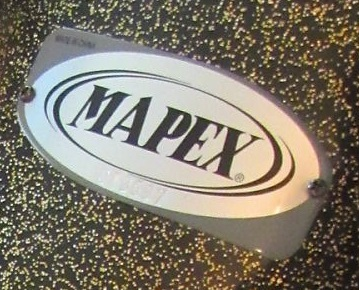
Badge en ellipse seconde version
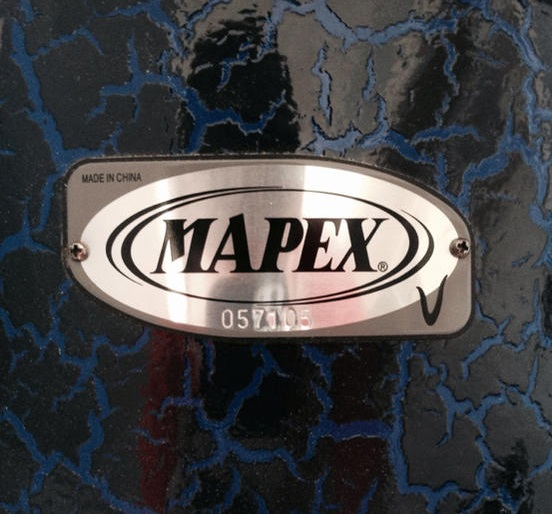
Badge en ellipse série V
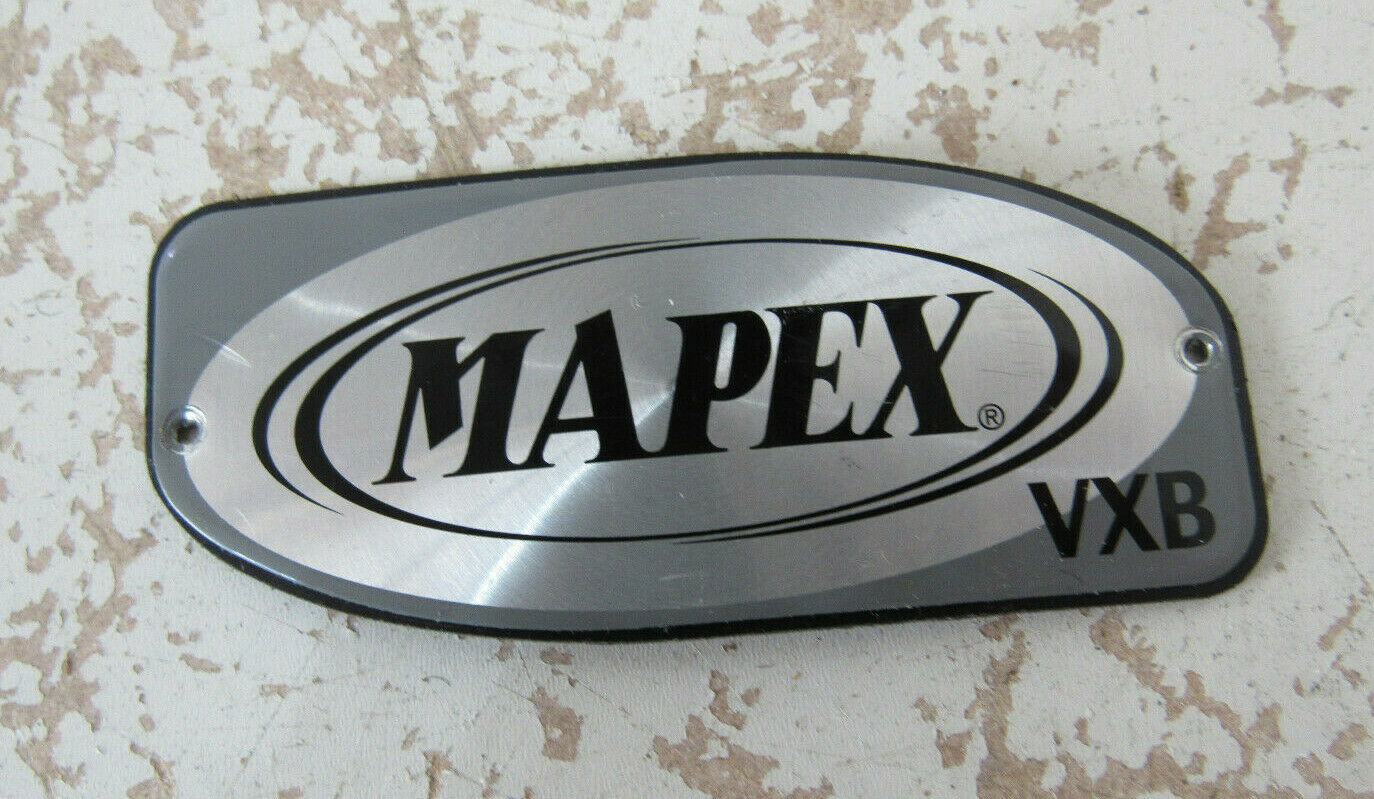
Badge en ellipse série VXB
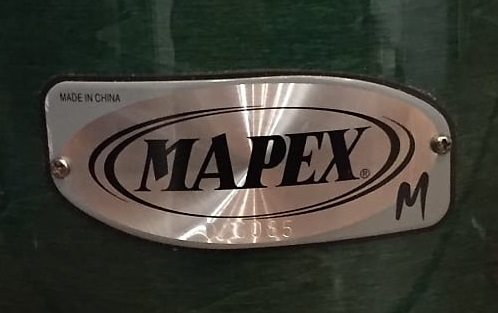
Badge en ellipse série M
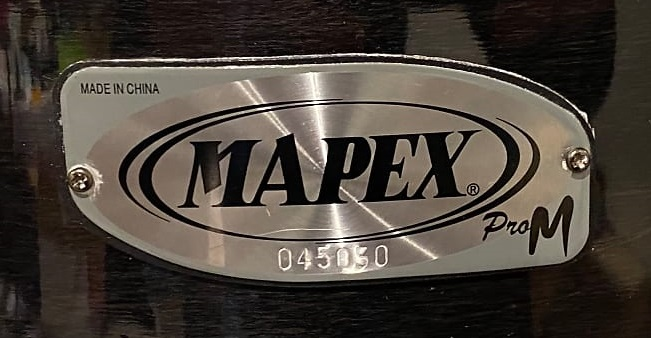
Badge en ellipse série ProM